# إد بيرن
إد بيرن هو سياسي كندي، ولد في 1963. حزبياً، نشط في حزب المحافظين التقدمي في نيوفندلاند ولابرادور ‏. وقد انتخب حزب المحافظين التقدمي في نيوفندلاند ولابرادور ‏.